# 基里洛·费森科
基里洛·费森科（烏克蘭語：Кирило Фесенко，1986年12月24日—），出生于苏联乌克兰地区的第聂伯彼得罗夫斯克。乌克兰职业篮球运动员，司职中锋。

## NBA生涯
在2007年NBA选秀中第二轮第38顺位被费城76人选中，随后交易给了犹他爵士。他身高216公分，体重270磅。

## 外部連結
- 基里洛·费森科在fiba.basketball（英语）
- 基里洛·费森科在archive.fiba.com（存檔）（英语）
- 基里洛·费森科在NBA官網（英语）
- 基里洛·费森科在NBA G聯盟官網（英语）
- 基里洛·费森科在VTB聯賽官網（英语）
- 基里洛·费森科在俄羅斯籃球協會官網（俄语）
- 基里洛·费森科在法國籃球甲級聯賽官網（法语）
- 基里洛·费森科在意大利篮球甲级联赛官網（意大利语）
- 基里洛·费森科在Basketball-Reference.com（NBA）（英语）
- 基里洛·费森科在Basketball-Reference.com（NBA G聯盟）（英语）
- 基里洛·费森科在Basketball-Reference.com（國際）（英语）
- 基里洛·费森科在Eurobasket.com（球員）（英语）
- 基里洛·费森科在Proballers（英语）
- 基里洛·费森科在RealGM（球員）（英语）